# Gaspar Bertoni

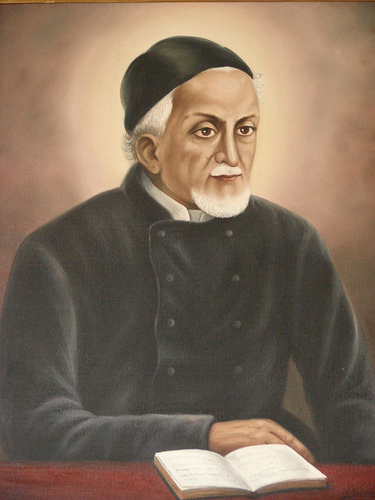
Hl. Gaspar Bertoni

Gaspar Luigi Dionigi Bertoni (* 9. Oktober 1777 in Verona; † 12. Juni 1853 in Verona) war ein italienischer Ordensgründer und Priester. Er wird in der katholischen Kirche als Heiliger verehrt.

## Leben
Gaspar Bertoni stammte aus einer wohlhabenden Notarsfamilie. Als begabter Schüler trat er nach dem Schulabschluss in das Priesterseminar seiner Heimatstadt ein und wurde 23-jährig zum Priester geweiht. Er wurde zunächst zum Spiritual des Seminars ernannt und wurde 1808 Spiritual der Canossianerinnen.
1816 gründete Bertoni die Kongregation von den heiligen Wundmalen unseres Herrn Jesus Christus, kurz Stigmatiner genannt. Die Mitglieder dieser Ordensgemeinschaft, die 1925 päpstlich anerkannt wurde, unterstützen den jeweiligen Ortsbischof in missionarischen und seelsorgerischen Belangen. Bertoni, der ein beliebter Volksmissionar war, wurde vom Heiligen Stuhl zum apostolischen Missionar erhoben. Papst Paul VI. sprach Gaspar Luigi Dionigi Bertoni 1975 selig, Papst Johannes Paul II. sprach ihn 1989 heilig.